# Dichrostachys dehiscens
Dichrostachys dehiscens är en ärtväxtart som beskrevs av Isaac Bayley Balfour. Dichrostachys dehiscens ingår i släktet Dichrostachys och familjen ärtväxter. IUCN kategoriserar arten globalt som sårbar. Inga underarter finns listade i Catalogue of Life.